# Šenturška Gora
Šenturška Gora este o localitate din comuna Cerklje na Gorenjskem, Slovenia, cu o populație de 111 locuitori.